# Veronika Goi
Veronika Goi (Venezia, 30 dicembre 1980) è una scacchista e dirigente sportiva italiana, campionessa italiana nel 1997.
Ha partecipato a due Olimpiadi degli scacchi nel 1998 e nel 2006. Dal dicembre 2020 è nel consiglio di presidenza in quota giocatori della Federazione Scacchistica Italiana. Da aprile 2023 è vicepresidente della Federazione Scacchistica Italiana.

## Carriera
Nel 1996 in dicembre arriva prima pari merito con Alessandra Riegler con 7 punti su 10 al campionato italiano femminile di Mantova. Il titolo andrà alla Riegler per spareggio tecnico. L'appuntamento con il titolo italiano è rimandato all'anno successivo, quando in agosto a Porto San Giorgio vincerà il campionato italiano con 6,5 punti su 9. Anche in questo caso il torneo vede un ex aequo con Tiziana Barbisio. Ma lo spareggio tecnico favorisce la veneta.
Nel 1998 viene convocata dalla nazionale italiana alle Olimpiadi di Ėlista, dove in terza scacchiera realizza 2 punti su 8. Partecipa alle Olimpiadi di Torino con l'Italia B in seconda scacchiera, dove realizza 4 punti su 11.
Nel 2022 in aprile vince a Montesilvano il campionato italiano a squadre femminile con Caissa Italia Pentole Agnelli di Bologna. Schierata in quarta scacchiera realizza il risultato personale di 2 punti su 6.

## Vita privata
È sposata con il grande maestro Kenny Solomon, con il quale ha avuto tre figli.